# Эльстроф
Эльстро́ф (фр. Helstroff) — коммуна во французском департаменте Мозель региона Лотарингия. Относится к кантону Буле-Мозель.

## Географическое положение
Эльстроф расположен в 22 км к востоку от Меца. Соседние коммуны: Булеи-Мозель на севере, Момерстроф на востоке, Нарбефонтен и Брук на юго-востоке, Вариз и Банне на юге, Конде-Нортан на западе, Вольмеранж-ле-Булеи на северо-западе.

## История
- Коммуна бывшего герцогства Лотарингия и Люксембурга.
- Эльстроф входил в эксклав Равиль и вошёл во Французское королевство в 1769 году после передачи его Австрией.

## Демография
По переписи 2008 года в коммуне проживало 466 человек.

## Достопримечательности
- Следы древнеримского тракта.
- Церковь Троицы, 1856 года, построена на месте бывшей церкви 1737 года; колокол XII века.
- Церковь в Маккер 1761 года.